# Imbrasia alcestris
Imbrasia alcestris är en fjärilsart som beskrevs av Gustav Weymer 1906. Imbrasia alcestris ingår i släktet Imbrasia och familjen påfågelsspinnare. Inga underarter finns listade i Catalogue of Life.